# Hot Tub Time Machine 2
Hot Tub Time Machine 2 ist eine 2015 erschienene US-amerikanische Science-Fiction-Komödie unter der Regie von Steve Pink und einem Drehbuch von Josh Heald. Der Film ist die Fortsetzung des 2010 erschienenen Films Hot Tub – Der Whirlpool … ist ’ne verdammte Zeitmaschine und kam am 7. Mai 2015 in die deutschen Kinos.

## Handlung
Fünf Jahre nach den Ereignissen von Hot Tub – Der Whirlpool … ist ’ne verdammte Zeitmaschine haben Lou Dorchen, Jacob Dorchen und Nick Webber ihren Familien zu Reichtum und Ruhm verholfen, kämpfen jedoch alle mit ihrem Selbstwertgefühl. Lou gibt mit seinem finanziellen Erfolg bei seinem Angestellten Brad an; Nick und seine Frau Courtney haben Beziehungsprobleme und Jacob zeigt mehr und mehr Abneigung gegen Lou. Auf einer Party wird Lou von seinem alten Schulkameraden Gary Winkle angesprochen und erhält das Angebot Land von ihm zu kaufen. Lou lehnt jedoch ab. Plötzlich wird er von einem Unbekannten in den Penis geschossen. Jacob und Nick sehen keine andere Wahl, als zusammen mit ihm in der Whirlpool-Zeitmaschine zurück in die Vergangenheit zu reisen, um den Attentäter zu stoppen.
Als sie aufwachen, finden sie sich jedoch nicht in der Vergangenheit, sondern zehn Jahre in der Zukunft wieder. Dort treffen sie auf Adam Yates-Steadmeyer, den Sohn ihres alten Freundes Adam Yates, und erklären ihm die Situation. Lou sieht den gealterten Gary Winkle und reißt ihn zu Boden, im Glaube er sei der Attentäter gewesen. Er findet jedoch danach heraus, dass das Ablehnen seines Angebots Gary großen Reichtum beschert hat. Gary lädt die Jungs in seinen Nachtclub ein, wo sie die ganze Nacht feiern. Am Ende des Abends werden sie abgeholt um – mit Nick als „Special Guest“ – in der Fernsehshow „Choozy Doozy“ aufzutreten. Während der Show schlägt Lou vor, dass Nick Sex mit einem Mann haben soll, wird dann jedoch selbst als Kandidat dafür auserwählt. Er schafft es Adam Jr. zu überreden, statt ihm diese Rolle zu übernehmen. Adams Verlobte Jill sieht sich die Show an. Die ganze Situation verärgert Jacob und er verlässt frustriert die Gruppe, um zurück zu Garys Club zu kehren. Später finden die anderen ihn, als er kurz davor ist vom Dach seiner Villa zu springen, können ihn jedoch rechtzeitig davon abhalten.
Im Fernsehen sieht die Gruppe eine Reportage über Lous ehemaligen Angestellten Brad, in der erklärt wird, dass er der Erfinder von Nitrotrinadium, der Chemikalie die die Zeitmaschine zum Laufen bringt, sei. Sie glauben in Brad den Attentäter gefunden zu haben. Kurz vor der Hochzeit von Adam Jr. und Jill wird Jill sauer auf Adam Jr., da sie ihn in „Choozy Doozy“ zusammen mit Nick gesehen hat. Aufgebracht läuft sie weg und hat später Sex mit Lou. Die beiden werden von Adam Jr. erwischt. Jacob findet Brad, realisiert jedoch schnell, dass dieser nicht der Attentäter ist. Kurze Zeit später stellt sich heraus, dass Adam Jr., nachdem er Lou und Jill zusammen gesehen hat, das Nitrotrinadium gestohlen hat und sich auf den Weg zum Whirlpool gemacht hat. Sie verfolgen ihn, doch als sie bei der Zeitmaschine eintreffen um ihn aufzuhalten, ist Adam Jr. bereits in die Vergangenheit gereist um Lou auf der Party zu erschießen. Die Jungs setzen sich frustriert hin, als Jacob plötzlich realisiert, dass durch Adams Zeitreise in die Vergangenheit das Nitrotrinadium jetzt auch wieder bei ihnen in der Zukunft existiert. Sie finden ein Fläschchen der Substanz und kehren zurück ins Jahr 2015. Dort kommen sie gerade rechtzeitig an um Adam Jr. davon abzuhalten auf Lou zu schießen, nachdem dieser sich bei Adam dafür entschuldigt mit seiner Verlobten geschlafen und seine Hochzeit versaut zu haben.
Nick entschuldigt sich bei Courtney und Lou sagt seiner Frau Kelly, dass er neu anfangen möchte. Adam Jr. trifft zum ersten Mal auf Jill und auch Jacob spricht Sophie, seine zukünftige Freundin, an, und beginnt eine Beziehung mit ihr. Die vier begeben sich zusammen ein weiteres Mal zur Zeitmaschine, als plötzlich Lous Kopf von Adam (in der Kinoversion von Lou) abgeschossen wird. Plötzlich taucht „Patriot Lou“ aus dem 18. Jahrhundert aus der Zeitmaschine auf und lädt die Jungs ein, zusammen mit ihm „Amerika Wirklichkeit werden zu lassen“. Sie stimmen zu und begeben sich ein weiteres Mal in den Whirlpool um in die Vergangenheit zu reisen. Im Abspann sieht man wie die Jungs zusammen die Vergangenheit verändern.

## Hintergrund
Die Dreharbeiten begannen am 5. Juni 2013 in New Orleans. Am 31. Januar 2014 wurde ein Veröffentlichungsdatum vom 25. Dezember 2014 für die Vereinigten Staaten bekannt gegeben, welches jedoch später auf den 20. Februar 2015 verlegt wurde. Der Film kam am 7. Mai 2015 in die deutschen Kinos. John Cusack, welcher im ersten Teil eine Hauptrolle übernahm, ist in Hot Tub Time Machine 2 lediglich in einem Cameoauftritt in der Unrated-Version des Films zu sehen.
Der von Metro-Goldwyn-Mayer produzierte und von Paramount Pictures vertriebene Film spielte weltweit insgesamt 12,8 Mio. Dollar ein und konnte so sein Budget von 14 Mio. Dollar nicht decken.

## Kritik
Der Film erhielt von Kritikern durchgehend negative Bewertungen. Auf Rotten Tomatoes hält er eine Durchschnittswertung von 14 %, basierend auf 94 Kritiken. Auf Metacritic liegt die Durchschnittsbewertung bei 29 %, basierend auf 31 Kritiken.